# M60 (char de combat)
Pour les articles homonymes, voir M60.
Le M60 est le tout premier char de combat américain. Développé à partir du char M48 Patton, il fut massivement utilisé durant la guerre froide par les États-Unis et leurs alliés (en particulier ceux de l'OTAN) et reste encore largement utilisé aujourd'hui, bien qu'il ait été remplacé aux États-Unis par le M1 Abrams.

## Production
Étudié à partir de 1956, le M60 équipa les unités de l'US Army en Europe à partir de décembre 1960 sous l'appellation 105 mm Gun Full Tracked Combat Tank (l'appellation 105 mm gun main battle tank M60 ne fut jamais standardisée). il ne fut jamais officiellement inclus dans la série de chars Patton.
À partir du mois d'octobre 1962, l'United States Army recevait les premiers M60A1, possédant, entre autres, une nouvelle tourelle, plus profilée à la protection balistique renforcée. Objet de multiples améliorations, la dernière version, M60A3, mise en service en 1978, a été produite jusqu'en 1983. L'armée de terre des États-Unis disposa de 5 400 chars M60A3 TTS (Tank Thermal Sight, caméra thermique pour char), dont 1 686 sont des M60A3 de nouvelle production, 114 sont des chars M60A1 modernisés sur le terrain en configuration M60A3 TTS, et 3 600 sont des conversions effectuées par le dépôt militaire de Mayence en Allemagne de l'Ouest et le Anniston Army Depot (en) aux États-Unis.
Toutes variantes confondues, après un premier lot de 360 chars assemblés au Newark Assembly (en), environ 15 000 exemplaires ont été construits au Detroit Tank Arsenal, avec un pic à 1 240 unités par an dont 116 en un mois en 1978.
Son châssis a servi de base à plusieurs véhicules, notamment pour le génie.

## Historique

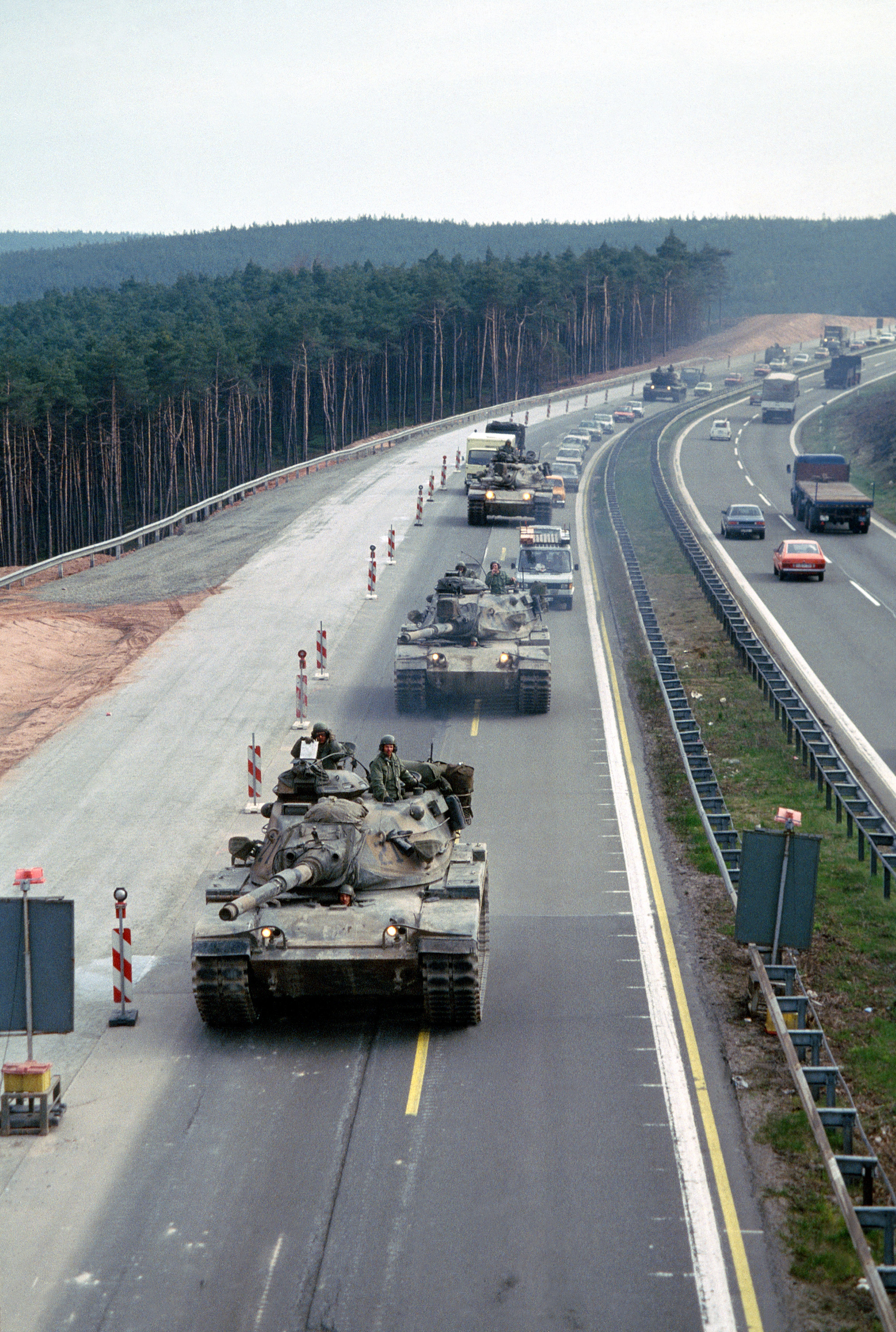
M60A3 du Armored Division vers Sembach Air Base sur une autoroute ouest-allemande en 1982.

Le M60 a vu pour la première fois l'épreuve du feu dans les forces israéliennes, pendant la guerre du Yom Kippour en 1973 où ils subissent de lourdes pertes, puis durant l'intervention militaire israélienne au Liban de 1982 avec les versions Magah 6 et 7. Les États-Unis ont utilisé leurs chars pour la première fois lors de l'invasion de la Grenade, au cours de laquelle les forces américaines ont submergé la petite nation insulaire en quelques jours.
Le premier test légitime du M60 par les forces américaines a été l'opération Desert Storm. Le US Marine Corps a utilisé le M60 détruisant 100 chars de l'armée irakienne tout en ne perdant qu'un seul char. Les États-Unis ont retiré le M60 du service de première ligne en 1992. Et en 1997, le M60 a été retiré de la Army National Guard - qui en 1989 en avait 3 072 - , mettant fin à une course de quatre décennies en tant que pivot de la cavalerie américaine. 
L'armée turque l'emploie régulièrement au Kurdistan, ainsi que durant l'opération Bouclier de l'Euphrate en 2016 et 2017. En septembre 2019, on estime qu'au moins onze M60 turcs ont été détruits en Syrie.
Il est employé durant la guerre civile yéménite où les forces ralliées aux Houtis en perdent un minimum de 19 M60A1 entre 2009 et 2021
En 2022, vingt-cinq ans après le retrait du char par les États-Unis, des versions améliorées restent en service dans 17 pays à travers le monde. Parmi les programmes de modernisation de M60, le char Sabra (en) de Israel Military Industries est en service par la Turquie sous le nom de M60T depuis 2007 avec des moteurs de 900 et 1 000 cv. En 2023, Taïwan annonce moderniser les siens d'ici 2028 avec des moteurs de  Renk America (en) de 1 000 cv et des conduites de tir de National Chung-Shan Institute of Science and Technology (en).

## Caractéristiques

### Armement

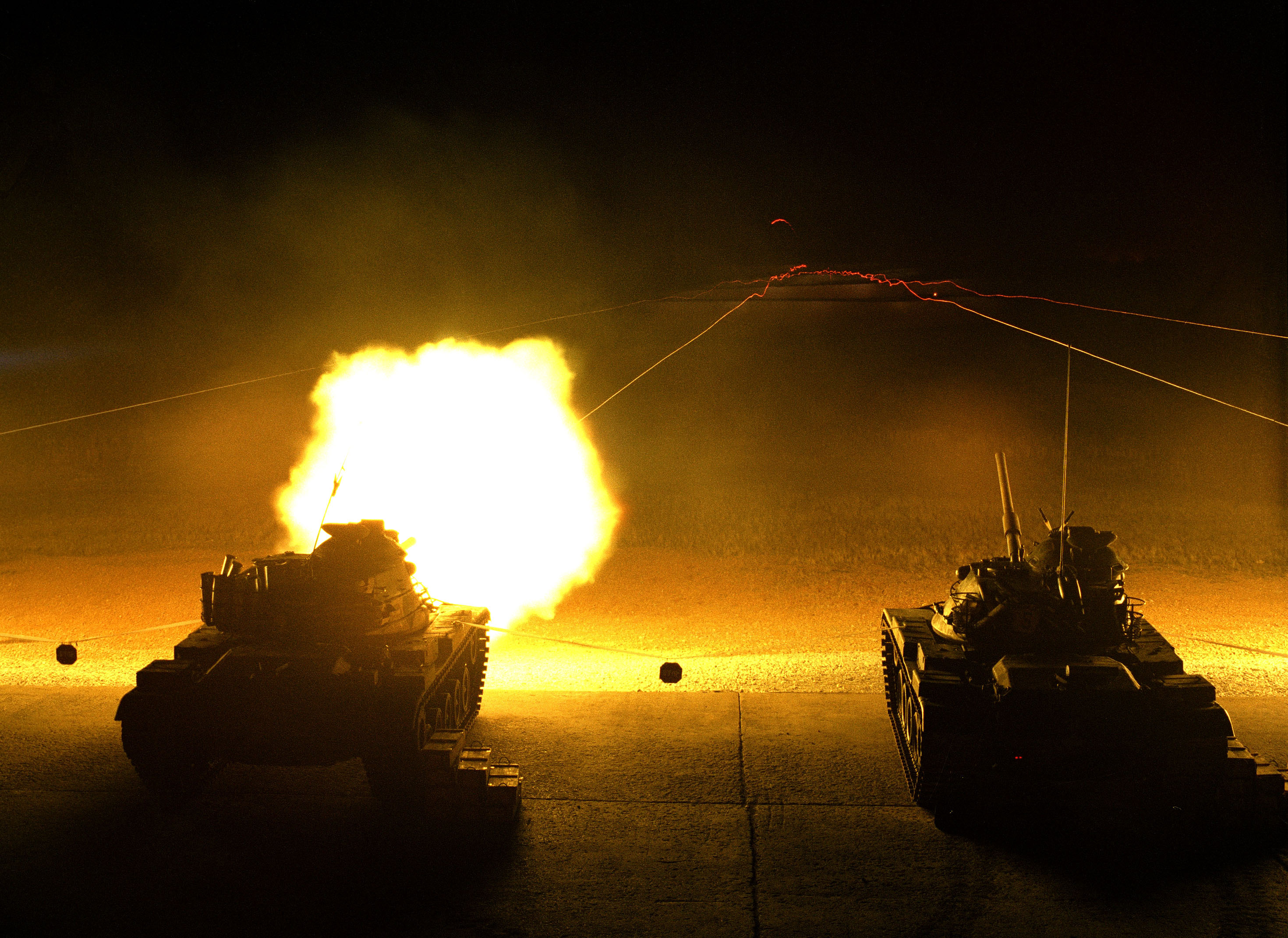
Tir de nuit de M60A1 A Fort Knox en 1982.

La pièce principale est un canon M68 d'un calibre de 105 mm, il s'agit de la variante américaine du canon britannique Royal Ordnance L7. L'élévation du canon est comprise entre + 20° et - 10°. Avec son extracteur de fumées, il est considéré comme innovant par rapport au canon M41 de 90 mm précédemment utilisé sur le M48. Il est capable de tirer un obus toutes les sept secondes.
Les gaz excédentaires libérés lors de l'ouverture de la culasse sont évacués par un ventilateur placé sous cloche, dans le toit de la tourelle, à l'arrière droite, juste derrière la coupole du chef de char.
Le char embarque un total de 63 obus. Chaque obus de 105 mm est glissé individuellement dans un tube métallique protecteur. Ces tubes peuvent être assemblés entre eux à la manière d'un râtelier. Dans la partie gauche de l'arrière de la tourelle, derrière le siège du chargeur, se trouvent 21 obus prêts à l'usage, protégés par un rideau en molleton. Toujours à proximité du siège du chargeur, se trouvent les 13 obus suivants qui sont entreposés verticalement à gauche du canon. Enfin, trois autres sont couchés sur le plancher du panier de la tourelle, juste sous la culasse. Dans la caisse, 15 obus sont placés dans un râtelier à gauche du conducteur tandis que les 11 autres sont placés à sa droite.
Gamme de munitions de 105 mm utilisées sur le canon M68 :
- APDS-T : M392, M392A2, M728 (perforant sous-calibré)
- HEP-T : M393, M393A2 (obus explosif à tête d'écrasement)
- HEP TP-T : M393A1
- SMOKE, WP-T : M416 (fumigène)
- HEAT-T : M456, M456A2 (obus à charge creuse)
- Dummy : M457 (munition d'exercice)
- HEP TP-T : M467
- HEAT-TP : TM490, TM490A1
- APERS-T : M494 (munition canister antipersonnel[10])
- TPDS-T : M724, M724A1
- APFSDS-T : M735, M735A1, M774, M833, M900 (obus-flèche)
- TPCSDS-T : DM128

### Optiques et conduite de tir
Le tireur utilise un viseur M31, qui comprend une lunette télescopique M105D ayant un grossissement de ×8 avec un champ de vision de 7.5°. Sur le M60A1, ce viseur est remplacé par le M32, équipé d'un filtre spécial permettant le tir de nuit avec le phare au xénon. Dans les années 1970, le M32 sera lui aussi remplacé par le M35E1, fonctionnant avec un intensificateur de lumière.

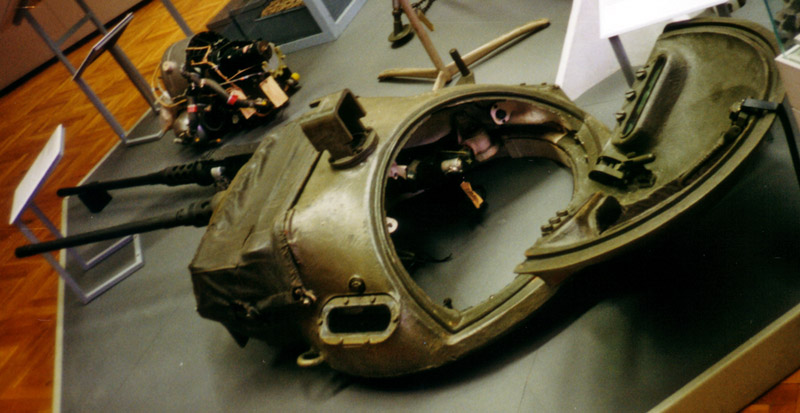
Le tourelleau M19 du chef de char, avec son viseur périscopique M28.

Pour l'observation, le chef de char dispose d'un périscope M28 monté au sommet de son tourelleau. Le périscope M35 ou M36, installé sur le M60A1, peut être utilisé avec le phare infrarouge AN/VSS-3A monté au-dessus du canon. À partir des années 1970, les M35 et les M36 sont équipés d'un système d'amplification de lumière et ils prennent alors respectivement les désignations de M35E1 et M36E1. Le chargeur, quant à lui, dispose d'un unique épiscope M37 fixé installé sur un socle rotatif. Sur le M60A1, le conducteur dispose de feux de route infrarouges, dont la lumière émise n'est uniquement visible qu'avec l'épiscope de conduite de nuit M24.
Un télémètre stéréoscopique M17 est installé sur le toit de la tourelle. Il offre un grossissement de ×10 à travers un angle de vue de 4°. Il permet au chef de char d'établir une distance de tir allant de 500 à 4 400 mètres. L'ajustement de l'image se fait avec une molette qui transmet directement la mesure via une came reliée au calculateur électromécanique M13A1D, qui va lui-même commander le pointage du canon M68 par l'intermédiaire de la conduite balistique M10. Ce calculateur balistique ayant la forme d'une cube métallique de 30 cm de côté est installé à côté du tireur. L'élévation du canon varie en fonction du type de munition qui est sélectionné par le tireur à l'aide d'un commutateur installé sur le boîtier.

### Blindage
Ce tableau répertorie l'épaisseur réelle du blindage ainsi que l'augmentation de l'épaisseur horizontale offerte par le blindage incliné.
| Modèle                                   | M60                      | M60                           | M60A1                    | M60A1                         | M60A2                         | M60A2                         | M60A3                         | M60A3                         |
| Zone concernée                           | épaisseur en millimètres | épaisseur horizontale obtenue | épaisseur en millimètres | épaisseur horizontale obtenue | épaisseur en millimètres      | épaisseur horizontale obtenue | épaisseur en millimètres      | épaisseur horizontale obtenue |
| ---------------------------------------- | ------------------------ | ----------------------------- | ------------------------ | ----------------------------- | ----------------------------- | ----------------------------- | ----------------------------- | ----------------------------- |
| Mantelet du canon                        | 114 mm à 60°             | 131 mm                        | 130 mm à 30°             | 260 mm                        | n.c                           | 292 mm                        | 130 mm à 30°                  | 260 mm                        |
| Face avant de la tourelle                | 178 mm à 55°             | 217 mm                        | 208 mm à 55°             | 254 mm                        | n.c                           | 292 mm                        | 208 mm à 55°                  | 254 mm                        |
| Flancs de la tourelle                    | 76 mm à 55°              | 92 mm                         | 115 mm à 55°             | 140 mm                        | 121 mm à 90°                  | 121 mm                        | 115 mm à 55°                  | 140 mm                        |
| Arrière de la tourelle                   | 51 mm à 80°              | 58 mm                         | 58 mm à 80°              | 66 mm                         | 64 mm à 80°                   | 73 mm                         | 58 mm à 80°                   | 66 mm                         |
| Toit                                     | 24 mm à 0°               | 24 mm                         | 25 mm à 0°               | 25 mm                         | 31 mm à 0°                    | 31 mm                         | 25 mm à 0°                    | 25 mm                         |
| Glacis avant                             | 93 mm à 25°              | 220 mm                        | 109 mm à 25°             | 257 mm                        | 109 mm à 25°                  | 257 mm                        | 109 mm à 25°                  | 257 mm                        |
| Modèle                                   | Toutes versions          | Toutes versions               | Toutes versions          | Toutes versions               | Toutes versions               | Toutes versions               | Toutes versions               | Toutes versions               |
|                                          | épaisseur en millimètres | épaisseur en millimètres      | épaisseur en millimètres | épaisseur en millimètres      | épaisseur horizontale obtenue | épaisseur horizontale obtenue | épaisseur horizontale obtenue | épaisseur horizontale obtenue |
| Avant de la caisse                       | de 85 à 143 mm à 35°     | de 85 à 143 mm à 35°          | de 85 à 143 mm à 35°     | de 85 à 143 mm à 35°          | de 148 à 249 mm               | de 148 à 249 mm               | de 148 à 249 mm               | de 148 à 249 mm               |
| Côtés de la caisse                       | 74 mm à 90°              | 74 mm à 90°                   | 74 mm à 90°              | 74 mm à 90°                   | 74 mm                         | 74 mm                         | 74 mm                         | 74 mm                         |
| Arrière de la caisse                     | 41 mm à 60°              | 41 mm à 60°                   | 41 mm à 60°              | 41 mm à 60°                   | 47 mm                         | 47 mm                         | 47 mm                         | 47 mm                         |
| Arrière de la caisse (partie inférieure) | 30 mm à 30°              | 30 mm à 30°                   | 30 mm à 30°              | 30 mm à 30°                   | 60 mm                         | 60 mm                         | 60 mm                         | 60 mm                         |
| Plancher du compartiment de combat       | 19 mm                    | 19 mm                         | 19 mm                    | 19 mm                         | 19 mm                         | 19 mm                         | 19 mm                         | 19 mm                         |
| Plancher du compartiment moteur          | 13 mm                    | 13 mm                         | 13 mm                    | 13 mm                         | 13 mm                         | 13 mm                         | 13 mm                         | 13 mm                         |

### Motorisation

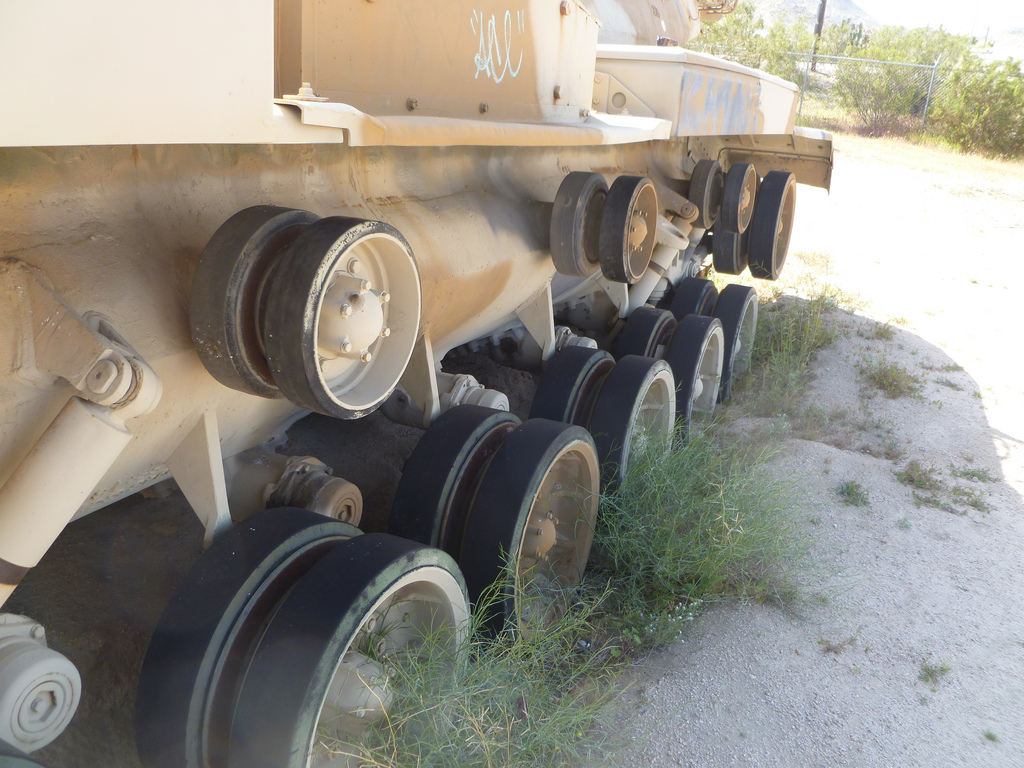
Train de roulement d'un M60, flanc droit, les roues sont en aluminium, tout comme les galets, elles sont recouvertes de bandages en caoutchouc pour limiter les vibrations.

Les M60 sont propulsés par un moteur Diesel Continental AV1790 (en)-2A à deux turbocompresseurs et à 12 cylindres, refroidi par air dont la puissance atteint 750 chevaux à 2 400 tr/min. Comme sur les chars soviétiques, il est possible de vaporiser du carburant de moteur Diesel dans le pot d'échappement pour créer un écran de fumée.
Pour équiper les M60A3, les moteurs Continental sont modifiés en 1975 sous le nom d'AVDS-1790-2C RISE (Reliability Improved Selected Equipment). Les injecteurs, les cylindres et les turbocompresseurs sont améliorés dans le but d'augmenter la durée de vie du moteur. Le refroidissement du moteur est optimisé grâce à l'ajout d'un filtre à air supplémentaire sur la plage arrière, tandis qu'un nouvel alternateur de 650 ampères, refroidi par huile, est installé.
Finalement, les chars se verront équipés du système VEDES (Vehicle Exhaust Dust Ejector System), permettant par soufflage d'air comprimé de nettoyer les filtres à air encrassés par la poussière lors des engagements en milieu désertique. Le système VEDES sera utilisé une trentaine d'années plus tard sur les M1A2 SEP.
La pression au sol de ce char est de 11 psi (0,76 bar).

## Versions

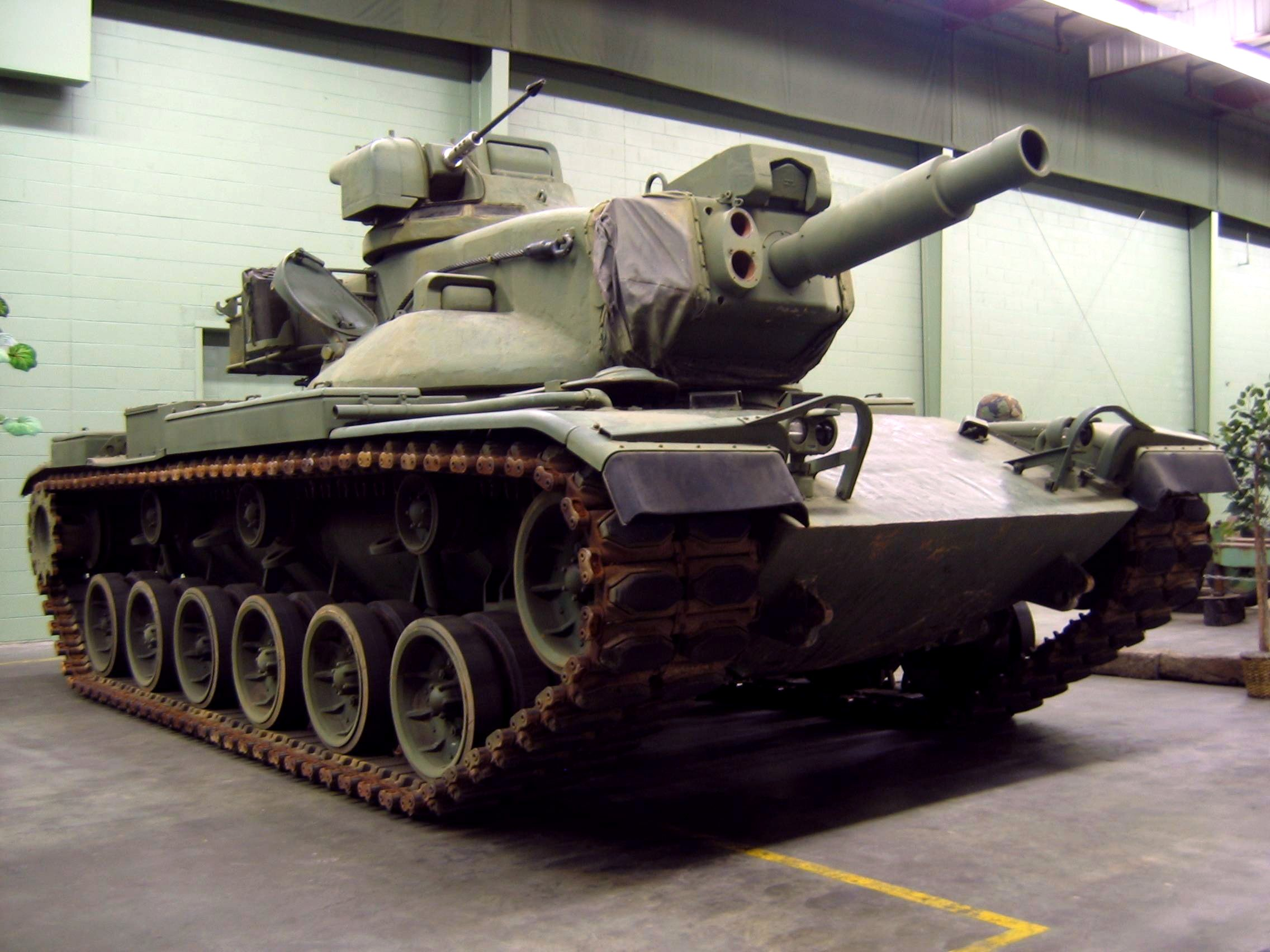
M60A2 Starship.

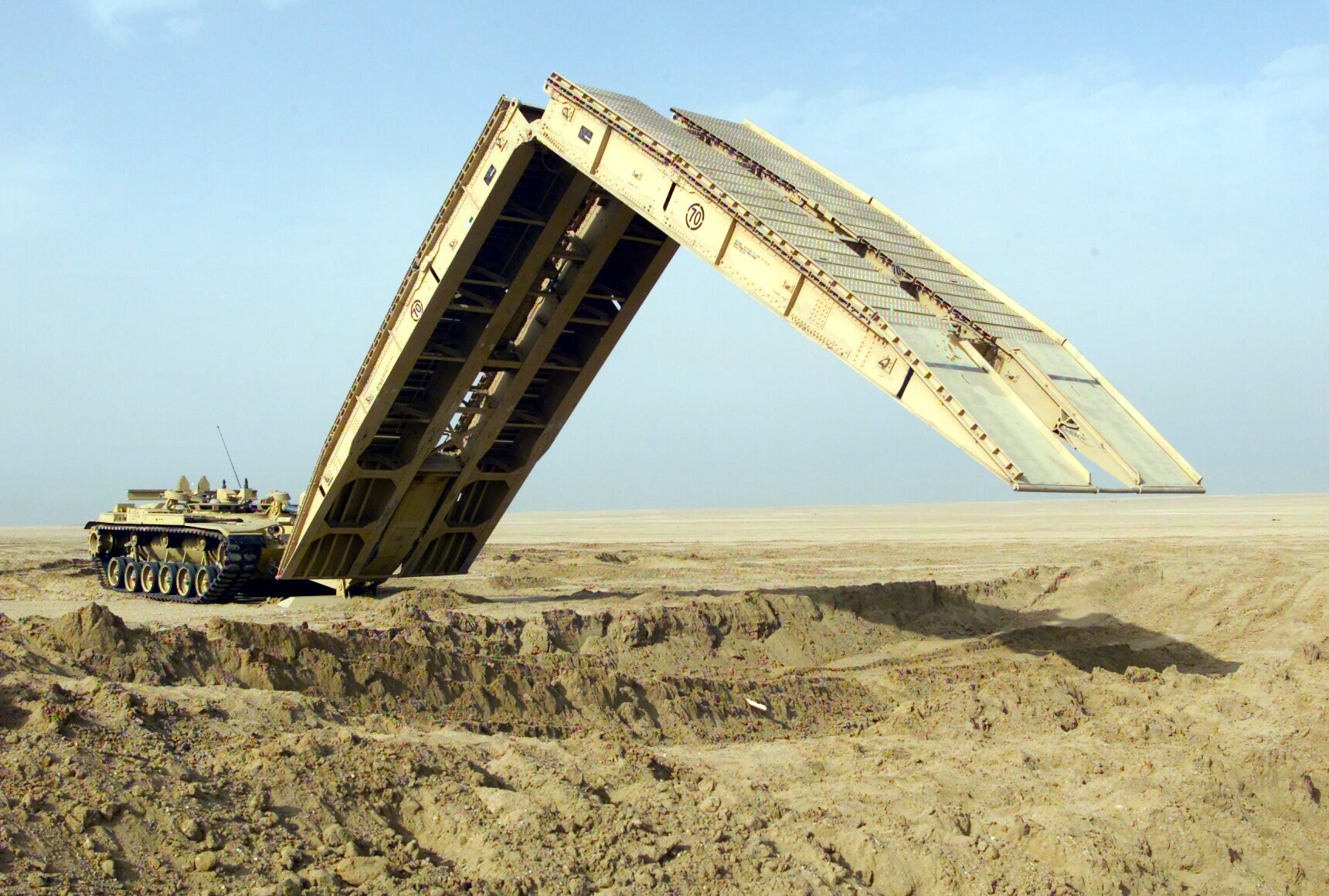
M60A1 AVLB Armored Vehicle Landing Bridge utilisé par les pontonniers.

- XM60/M60: Essentiellement un M48 avec un nouveau système hydraulique conçu pour le canon M68 de calibre 105 mm, ajout d'un calculateur balistique électromécanique M13A1D, remplacement du tourelleau M1 par le tourelleau M19 plus spacieux et offrant une meilleure visibilité. Moteur Diesel et non plus essence, le volant est remplacé par un guidon, nouvelle boîte de vitesses CD-850-6. Le glacis à l'avant de la caisse est plus anguleux comparé au modèle M48. Suspensions modifiées et roues en aluminium ;
- M60A1 : Nouvelle tourelle allongée (offrant plus d'espace interne) avec un nouveau masque autour du canon, nouveau système hydraulique pour les freins, blindage plus épais, optimisation de l'entreposage des munitions, calculateur électronique ainsi qu'un guidon pour le conducteur à la place de leviers ;
- M60A1 AOS (Add-On Stabilization) : M60A1 ayant reçu le système de stabilisation Add On conçu par la firme américaine Cadillac Gage permettant le tir en marche. ;
- M60A1 RISE (Reliability Improved Selected Equipment) : Nouvelle configuration des panneaux d'accès au compartiment moteur, dans le but faciliter son entretien. Amélioration de la fiabilité de certains équipements. Nouvelles chenilles T142 ;
- M60A1 RISE Passive :  Reprend les améliorations du RISE mais le phare AN/VSS-1 à lumière blanche/infrarouge est maintenant remplacé par un AN/VSS-3A de taille plus modeste. La version utilisée par le Corps des Marines peut recevoir un blindage réactif explosif ARA (Advanced Reactive Armour) produit par l'Advanced Energetic Material Corporation (filiale du groupe français SNPE) ;
- M60A1 E1 : Démonstrateur technologique du M60A2 ;
- M60A1 E2 : Prototype du M60A2 avec un canon mitrailleur de calibre 20 mm Hispano-Suiza HS.820 à la place de la mitrailleuse lourde M85 ;
- M60A2 : Surnommé « Starship » à cause de sa tourelle compacte à l'allure futuriste, il utilise un canon/lanceur de calibre 152 mm tirant, entre autres, le missile MGM-51 Shillelagh. Entré en service en 1974, il servit de solution de remplacement temporaire jusqu'à son remplacement hypothétique par le MBT-70. Il fut retiré du service en 1981. Le tir de nuit s'effectuait avec un phare au xénon AN/VSS-1 d'une puissance de 2,2 kW. Le tourelleau du chef de char dispose d'un viseur périscopique M51, tandis que le tireur possède un viseur télescopique M126 couplé à un viseur XM50[11] ;
- M60A3: Remplacement du télémètre stéréoscopique par un télémètre laser à rubis AN/VVG-2, chenilles T97 remplacées par les T142 avec semelles en caoutchouc amovibles, nouvel alternateur de 650 ampères avec refroidissement par huile, ajout d'un filtre à air supplémentaire sur la plage arrière, ajout d'un ordinateur balistique analogique M21 de chez Raytheon, d'un système d'extinction d'incendie au halon, le canon reçoit un manchon anti-arcure. Entré en service en 1978 ;
- M60A3 TTS (Tank Thermal Sight) : M60A3 équipé d'un viseur thermique passif AN/VSG-2, entré en service en 1980 ;
- Super M60 : Aussi connu sous la désignation de M60AX[12], il se caractérise par l'ajout d'un blindage espacé tout autour de la tourelle ainsi qu'à l'avant du châssis. Des jupes latérales en acier protègent maintenant le train de roulement. Il est propulsé par un moteur plus puissant, le Teledyne Continental CR-1790-1B, un V12 de 1 180 ch. La boîte de vitesses est automatique grâce à l'installation d'une transmission Renk RK 304. Une mitrailleuse M240C remplace l'ancienne M73 coaxiale à l'armement principal. L'électronique reste identique à celle du M60A3. Un seul prototype construit ;
- M60-2000 : Appelé aussi 120S, cet engin réalisé par General Dynamics Land Systems est spécialement destiné au marché de l'exportation. Il combine le châssis d'un M60A3 avec la tourelle d'un char M1A1. Le châssis reçoit diverses pièces provenant du M1 Abrams telles que les jupes de train de roulement, les déports de caisse, les suspensions ainsi que la boîte de vitesses Allison X1100-3B. Avec la tourelle de 20,9 tonnes du M1A1, la masse du M60-2000 atteint les 56,2 tonnes, le moteur original de 750 ch a donc dû être remplacé par un Continental AVDS-1790-9AR développant désormais 1 200 ch. Est resté à l'état de prototype[13].

Le M60 a été utilisé jusqu'en 2005 pour servir de force d'opposition lors des exercices militaires. Il était visuellement modifié (VISMOD) pour ressembler à un char soviétique (le T-80).

### Versions non américaines
Au fil des décennies, plusieurs opérateurs du M60 ont effectué des modifications et mises à jour dont Israël, Turquie et Iran - ce dernier pays sans licence depuis la rupture des relations avec les États-Unis en 1979 - et Taïwan :
- Magach 6 et 7 : versions israéliennes à partir de 1973.
- Soleiman-402 : M60A1 modernisé par le Centre Shahid Zarharan des Forces Terrestres à Téhéran présenté en mars 2024. Blindage réactif explosif sur la tourelle, système de protection active infrarouge, tourelleau téléopéré, sonde aérologique, détecteur d'alerte laser, viseurs thermiques, nouveau système de communication et de gestion du champ de bataille[14]

## Variantes
- M60A1 AVLB (Armored Vehicle Landing Bridge) : Lanceur de pont (18 m de longueur) ;
- M60 Panther : Conçu par Omnitech Robotics International LLC, ce châssis de M60 sans tourelle est radiocommandé à distance et équipé d'un système de rouleau de déminage ;
- M728 CEV : Char de dépannage utilisé par le génie, équipé d'une chèvre fixée à la tourelle pour le levage de charges lourdes, d'une lame de bulldozer et d'un canon de démolition de 165 mm Royal Ordnance L9.

## Pays utilisateurs (nombre en service en 2006)

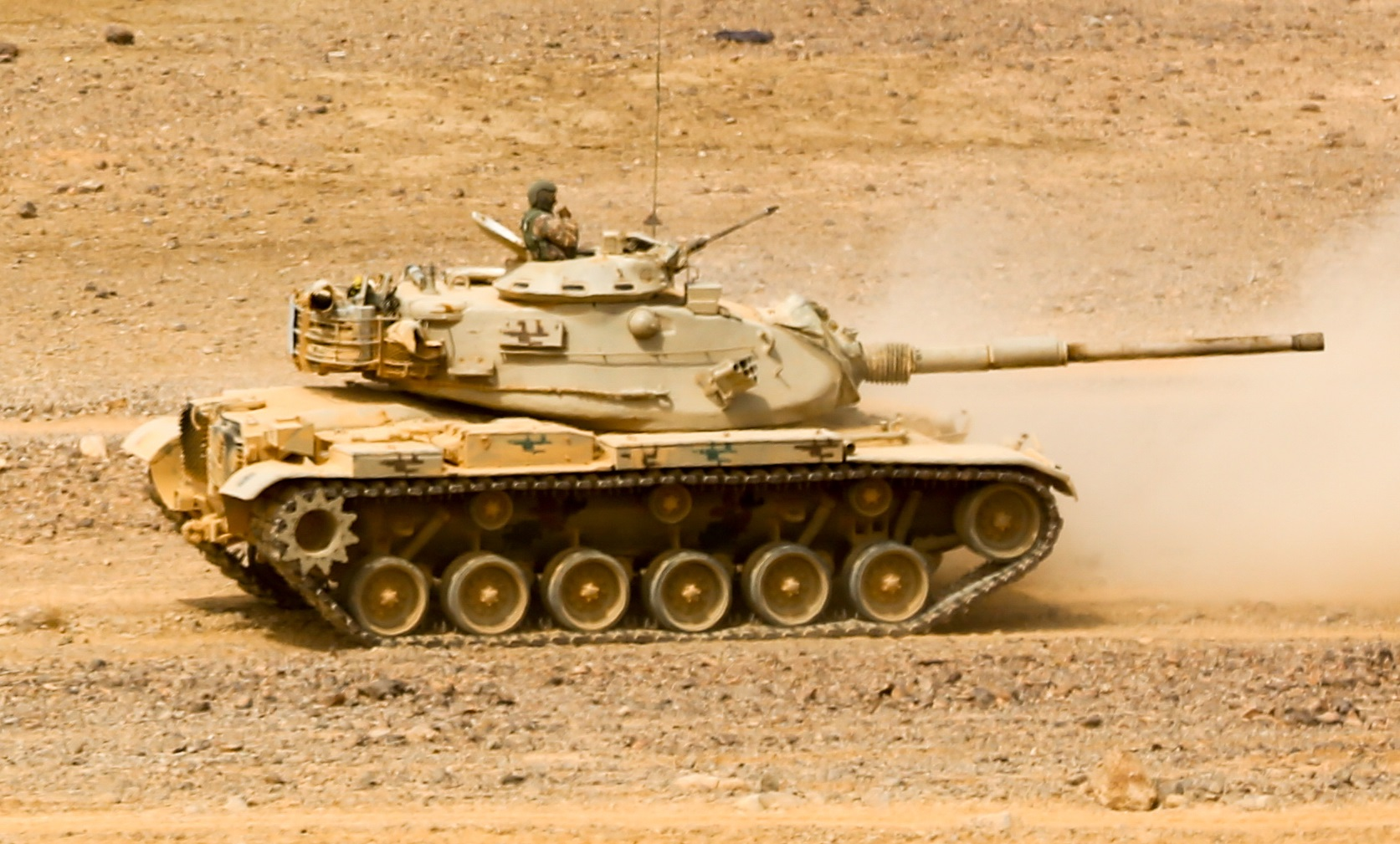
Un M60 Phoenix de l’armée de terre jordanienne.

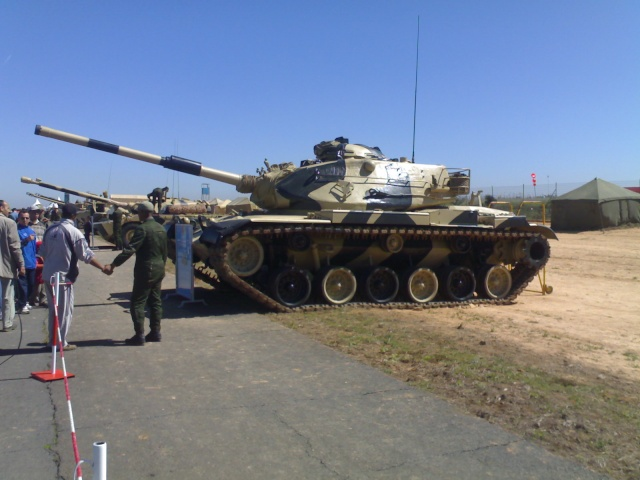
Char d’assaut M-60 des forces armées royales marocaines.

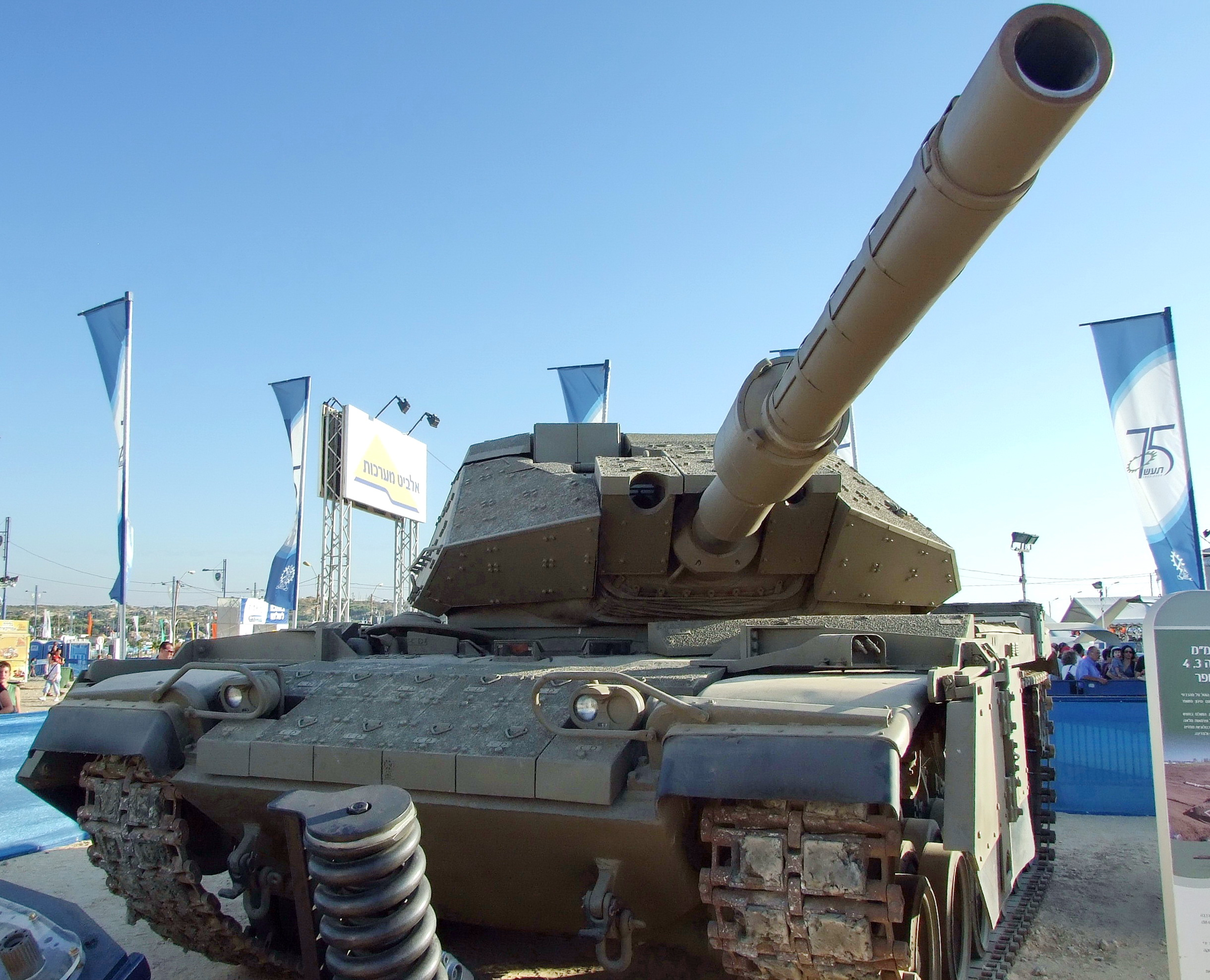
M60 Sabra de l’armée de terre turque.

L'Égypte est actuellement[Quand ?] le principal opérateur avec 1 700 M60A3 modernisés, la Turquie est la deuxième, avec environ 900 unités mises à jour, et Israël est le troisième avec plus de 700 unités modifiées.
- Arabie saoudite (450)
- Autriche (170)
- Bahreïn (106)
- Bosnie-Herzégovine (45 livrés après 2006)
- Égypte (1 700)
- Espagne L'armée de terre espagnole a reçu au début des années 1990 260 chars de combat américains M-60A3 et M-60A3 TTS, dont beaucoup en mauvais état. En 2009, les 50 chars de la version A1 sont les seuls restants en service, 38 pour le génie militaire (sapeurs de char) Alacrán (M-60 CZ 10/25E) et les 12 autres en char lanceur de pont (M60 AVLB VLPD 26/70E)[15]. L'infanterie de marine a en service 16 blindés M-60A3 TTS et un char de dépannage M-88 E.
- États-Unis (2 792) (réserve)
- Grèce (669)
- Iran (460 M60A1 acquis par l'État impérial d'Iran) - Estimation de 150 en service par la République islamique d'Iran dans les années 2020 subissant un embargo sur les armes par les États-Unis
- Israël (800) - en service de 1971 à 2014 dans plusieurs versions -[16]. Mis en réserve et remplacés par les Merkava.
- Jordanie (218)
- Liban (10) (56 autres prévus)
- Libye nombre inconnu de M60A1 fournit par la Turquie depuis 2020[17]
- Maroc (400) M60A3 placés au Sahara. Les 60 premiers achetés par le Maroc ont été livrés clandestinement en 1973[18]
- Oman (99)
- Portugal (88)
- Soudan (20)
- Taïwan (460 M60A3TTS en 2021[19])
- Thaïlande (53)
- Tunisie (84)
- Turquie (932)
- Yémen (50)